# Stamhuset Gavnø
Stamhuset Gavnø blev oprettet 1786 af Holger Reedtz-Thott og omfattede bl.a. Gavnø, Lindersvold og Strandegård. Det blev i 1805 afløst af Baroniet Gaunø.